# Thổ (nguyên tố cổ điển)

Biểu tượng của nguyên tố Thổ trong giả kim thuật.

Thổ (tiếng Anh: Earth) là một trong bốn nguyên tố cổ điển cùng với hỏa, thủy và không khí trong triết học, giả kim thuật, chiêm tinh học và thần thoại Hy Lạp cổ đại.
Nguyên tố Thổ cũng tương ứng với Địa đại trong hệ thống Tứ đại của Phật giáo Ấn Độ và hệ thống Ngũ đại (五大 Godai) của triết học Nhật Bản, cũng như hành Thổ trong hệ thống Ngũ hành của Triết học Trung Quốc.

## Triết học Hy Lạp và La Mã
Thổ là đất, đại diện cho chất rắn, trạng thái đầu tiên của vật chất. Trong giả kim thuật, biểu tượng của thổ là một hình tam giác hướng xuống, được chia đôi bởi một đường ngang và là nguyên tố có tính chất khô, lạnh thứ hai. Thổ là một trong bốn nguyên tố cổ điển trong triết học và khoa học Hy Lạp cổ đại. Nó thường gắn liền với những đặc tính của sức nặng, vật chất và thế giới trên cạn. Do sự sùng bái anh hùng và các vị thần trong thế giới ngầm, nguyên tố thổ cũng gắn liền với các khía cạnh nhục dục của cả sự sống và cái chết trong thuyết huyền bí sau này .
Plato tin rằng các nguyên tố là các dạng hình học (các khối Platonic) và ông gán hình lập phương cho nguyên tố đất trong cuộc đối thoại của mìn. Aristotle tin rằng thổ là nguyên tố nặng nhất, và lý thuyết về vị trí tự nhiên của ông cho rằng bất kỳ những vật chất chứa đầy đất sẽ rơi nhanh chóng, thẳng xuống trung tâm vũ trụ.
Trong thần thoại Hy Lạp và La Mã cổ đại, nhiều nữ thần khác nhau đại diện cho đất, mùa màng và khả năng sinh sản, bao gồm Demeter và Persephone; Ceres; Horae (nữ thần của các mùa) và Proserpina ; và Hades vị thần cai trị linh hồn người chết trong Địa ngục .
Trong y học Hy Lạp cổ đại, mỗi thể dịch trong số bốn thể dịch đều gắn liền với một nguyên tố. Mật đen là chất được đồng nhất với thổ, vì cả hai đều lạnh và khô. Những thứ khác liên quan đến đất và mật đen trong y học cổ đại và trung cổ bao gồm mùa thu, vì nó làm tăng tính chất lạnh và khô cằn; tính khí u sầu (của một người bị chi phối bởi tính hài hước mật đen); nữ tính; và điểm phía nam của la bàn.

## Phật giáo và triết học Ấn Độ
Tứ đại (chữ Hán: 四大, tiếng Phạn: cattāro mahābhūtāni) là bốn yếu tố lớn hình thành nên vật chất, gồm: Địa đại (地大, pruṭhavī-dhātu), Thủy đại (水大, āpa-dhātu), Hỏa đại (火大, eja-dhātu) và Phong đại (風大, vāyu-dhātu).
Địa đại có tính rắn chắc, có tác dụng bảo vệ, mọi thứ trong vũ trụ có lực hấp dẫn nổi bật (vật thể rắn) và các yếu tố đất bên trong bao gồm tóc, lông, móng, răng, da, thịt, gân, xương, v.v đều thuộc về Địa đại.

## Triết học Nhật Bản

Ngũ luân tháp với Địa luân nằm dưới cùng.

Địa là một trong năm yếu tố của triết học Ngũ đại của Nhật Bản, bao gồm Địa (地/ ち Chi?), Thuỷ (水/ すい Sui?), Hoả (火/ か Ka?), Phong (風/ ふう Fū?) và Không (空/ くう Kū?). Nguồn gốc của nó là từ hệ thống Mahābhūta của Phật giáo Ấn Độ và được kết hợp, tinh chế cùng với truyền thống, văn hóa và tôn giáo dân gian bản địa của Nhật Bản.
Địa đại diện cho các vật thể cứng, rắn của Trái đất và cung cấp mọi thứ để thỏa mãn nhu cầu của con người. Địa chính là nguyên tố nằm ở tầng dưới cùng, với ý nghĩa là tầng nâng đỡ những tầng còn lại. Địa cứng rắn nhưng lại là vật thể vô tri vô giác, là nguyên tố cơ bản nhất nhưng không ẩn chứa quá nhiều năng lượng. Nếu xét trong tương quan cơ thể con người, Địa chính là xương, cơ bắp và các mô, là bộ khung nâng đỡ, đảm bảo cho sự sống được tiếp diễn. Xét về tính cách, Địa đại diện cho sự kiên định, sự ổn định và cả tính ích kỉ của con người.
Địa luân (地輪/ ちりん Chirin) được xếp đầu tiên trong Ngũ luân tháp (五輪塔/ ごりんとう Gorintō?), Địa luân có màu đại diện là màu vàng và nằm dưới cùng chân tháp. Người thuộc Địa luân thường sẽ tự tin, thận trọng trong suy nghĩ và hành động, tuy nhiên đôi lúc bảo thủ và cố chấp.